# Torre delle campane (Noale)
La Torre delle campane, chiamata anche Torre padovana, Torre del Corvo o Torre dei preti, è una torre medievale situata a Noale, nella città metropolitana di Venezia.
La torre, con l'omonima porta, costituiva l'entrata meno importante dell'antico borgo medioevale di Noale.

## Storia
La sua costruzione cominciò nel XII secolo e finì nel XIII. Un tempo era alta come la Torre dell'Orologio ed era coperta da un tetto di coppi a quattro spioventi. La porta ai suoi piedi rimase talmente poco utilizzata che nel '500 si decise di chiuderla con un muro. Venne riaperta nel '700. Nel 1876, dopo che la torre minacciò il crollo, si decise di sopraelevarla aggiungendovi la cella campanaria adorna di merli ghibellini, portandola così ad un'altezza di 43 metri, e divenendo di conseguenza l'edificio più alto del paese. Il lavoro si compì in 5 mesi. Tale sopraelevazione consentì di utilizzare la nuova cella campanaria con le nuove campane per l'adiacente chiesa parrocchiale. Il progetto fu affidato all'architetto Giovanni Battista Meduna. Al dire il vero, il lavoro non fu felice perché la torre aveva cambiato completamente fisionomia. All'opera concorsero tutti come dice una canzonetta storico-popolare composta per l'occasione da alcuni ammiratori. Vari furono i restauri successivi, di cui l'ultimo risale al 1982.

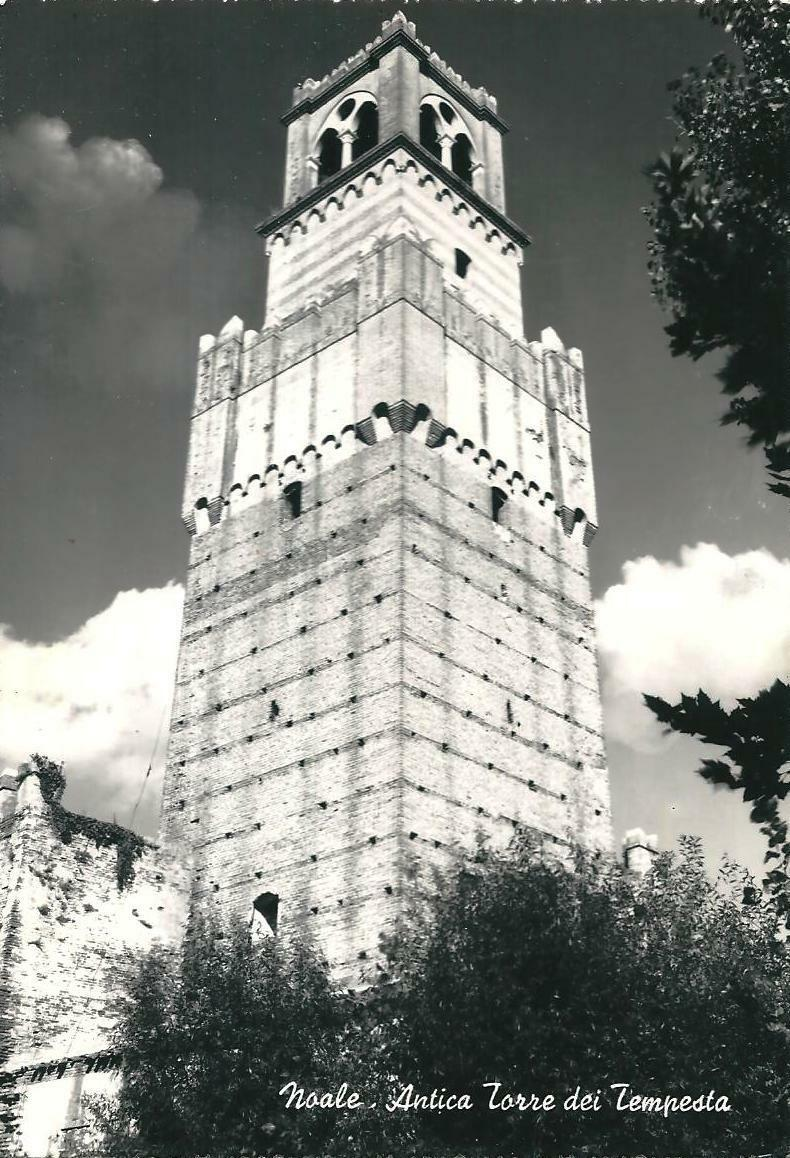
La torre nel 1962

L'interno della torre viene oggi utilizzato per l’allestimento di varie mostre.

## Architettura
La torre delle campane è alta 43 metri e a pianta quadrata con lati di sei metri. Ha base quadrangolare irregolare e presenta la struttura in mattoni di laterizio realizzati con argilla locale. La parte del 1876 è più stretta rispetto a quella originale, infatti dove si restringe  c'era la vecchia cella campanaria.

## Campane

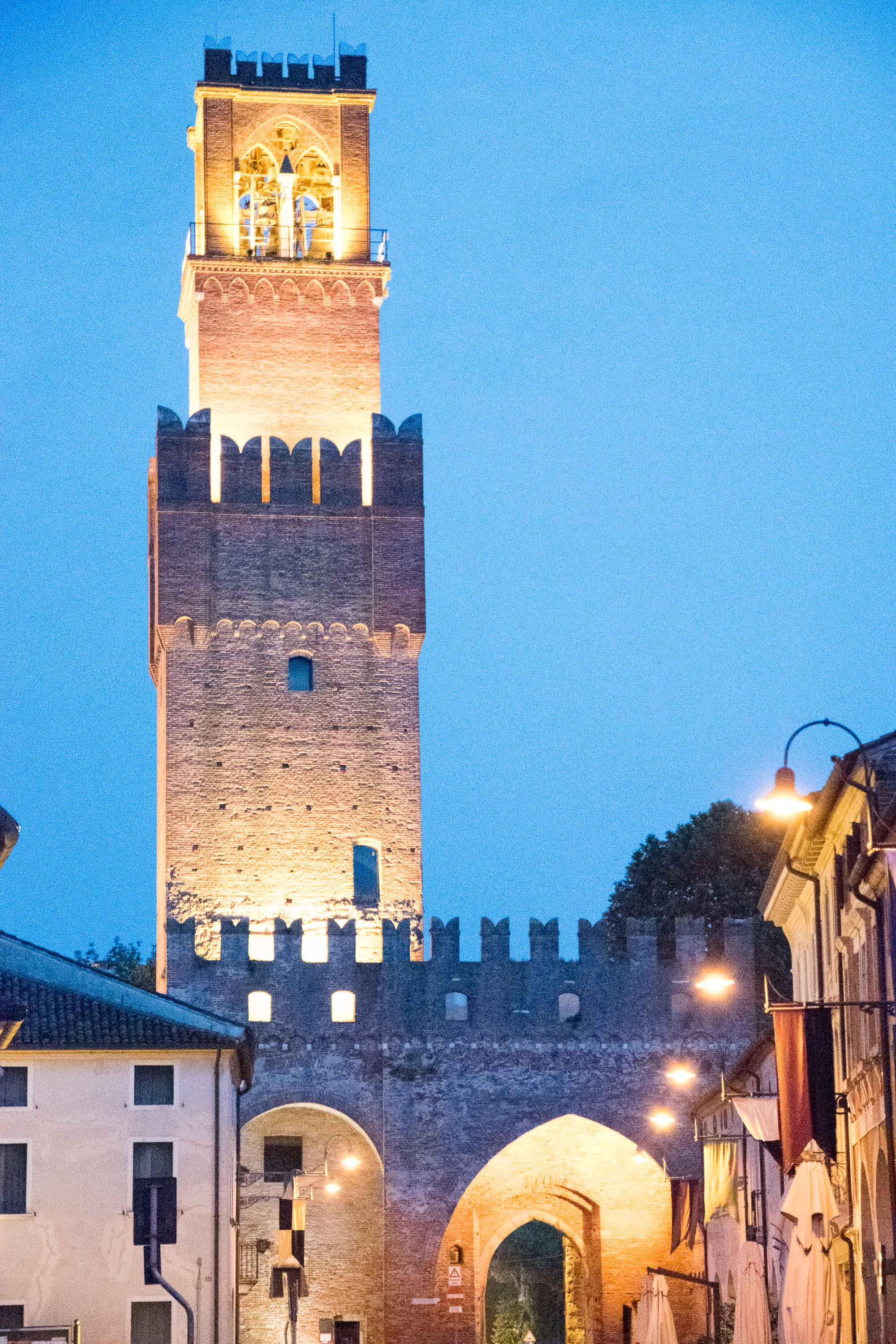
La torre di notte

Il primo documento riguardante le campane sulla torre è del 1599 e riferisce che "La saetta buttò giù le campane dal campanile", ma non si sa né quante erano né che dimensione avevano. Un altro documento è del 1656 dove si annota che c'erano due campane di modeste dimensioni dalla forma stretta, le quali non avevano un bel suono squillante. Nel 1723 il Negri decise di far fondere due nuove campane in Sol3 dalla fonderia Canciani di Venezia e anche un campanello in Mi4 fuso però da Antonio Pizzenin. Nel 1786 si decise di fondere una nuova campana in Fa3 dalla fonderia (De) Poli di Venezia, che in seguito si sposterà a Ceneda, in modo tale da poter completare il concerto. Purtroppo, questa campana si ruppe nel 1802, quindi si decise di rifonderla, creando una nuova campana in Mi3 con i pezzi della piccola. In questo modo la mezzana sarebbe diventata la piccola, la grande la mezzana e la nuova campana sarebbe stata la grande, così da avere un concerto più grave. La fusione della grande e la rifusione della piccola furono fatte da Antonio Pizzenin. Poi la campana piccola si ruppe nel 1856, la mezzana nel 1867 e la grande nel 1875. Nel 1876 si alzò la torre e vennero fuse dalla fonderia Colbachini quattro campane in Re3, che vennero montate a slancio manuale con il castello e i ceppi in legno, con le tre maggiori in basso e la quarta in alto sopra la seconda. Quarant'anni dopo, nel 1927, Giobatta Dalla Riva decise di fondere un'altra campana in La3 (sempre presso la fonderia Colbachini di Bassano del Grappa) con lo stesso timbro del Fa e del Sol: tale scelta non fu casuale, perché così facendo si potevano formare due concerti a slancio friulano, uno piccolo in Fa3 e un altro grande in Do3. Quest'ultima verrà fusa nel 1932 e con questa si presume anche il sonello (che non riporta né data né fonderia). Così facendo, il castello venne modificato, ma divenne instabile. Nel luglio 1959 le campane furono elettrificate e questo danneggiò ancora di più il castello. Con il restauro della chiesa nel 1975-1976 si mise un parapetto in ferro, un parafulmine alla torre e per opera della Morellato di Musano si sostituì il castello in legno con uno in ferro, rifacendo anche l'impianto.
Le campane sono divise in due concerti a slancio friulano + campanello (o sonello) a slancio, hanno ceppi e castello in ferro e sono gestite da un impianto Ecat Cronos20.
| Nr      | Nominale | Anno | Fonditore                                                |
| ------- | -------- | ---- | -------------------------------------------------------- |
| 1       | Do3      | 1932 | Fonderia Pontificia Daciano Colbachini e Figli di Padova |
| 2       | Re3      | 1876 | Fonderia Colbachini di Bassano del Grappa (VI)           |
| 3       | Mi3      | 1876 | Fonderia Colbachini di Bassano del Grappa (VI)           |
| 4       | Fa3      | 1876 | Fonderia Colbachini di Bassano del Grappa (VI)           |
| 5       | Sol3     | 1876 | Fonderia Colbachini di Bassano del Grappa (VI)           |
| 6       | La3      | 1927 | Fonderia Colbachini di Bassano del Grappa (VI)           |
| sonello | Sib3     | ?    | ?                                                        |